# الامانا (فلوریدا)
الامانا، فلوریدا (به انگلیسی: Alamana, Florida) یک منطقهٔ مسکونی در ایالات متحده آمریکا است که در فلوریدا واقع شده‌است.

## خصوصیات
الامانا ۱۰ متر بالاتر از سطح دریا قرار دارد.